# 醒井事件
醒井事件（さめがいじけん）とは、1952年6月13日に、滋賀県坂田郡醒井村（現・米原市）で発生した公安事件。

## 事件の発端
滋賀県坂田郡醒井村では、民団系と民戦系の在日韓国・朝鮮人間で対立が起きており、1952年6月10日と6月11日の2日連続で乱闘事件が起きていた。

## 事件の概要
1952年6月13日午前5時頃、国家地方警察滋賀県坂田地区警察署の警察官は、被疑者逮捕のために現地に向かったが、朝鮮人は事前に察知し、ピケを張るなどして自宅に立て篭った。
朝鮮人側が、投石や棍棒を投げつけるなど被疑者の逮捕を妨害したため大乱闘となったが、警察はこれを鎮圧し公務執行妨害罪で48人を逮捕した。